# Arctopus
Arctopus là chi thực vật có hoa trong họ Apiaceae.
Chi này là đặc hữu miền nam châu Phi. Tên chi có nghĩa là "chân gấu", nhưng nó đã từng được sử dụng trong y học Khoi-San và được những người định cư ban đầu sử dụng tên gọi trong tiếng Afrikaan là sieketroos. Chúng là các thành viên không điển hình của họ Apiaceae, với các lá mọc phẳng trên mặt đất và là đơn tính khác gốc (nghĩa là có cây đực và cây cái riêng biệt).

## Hình ảnh

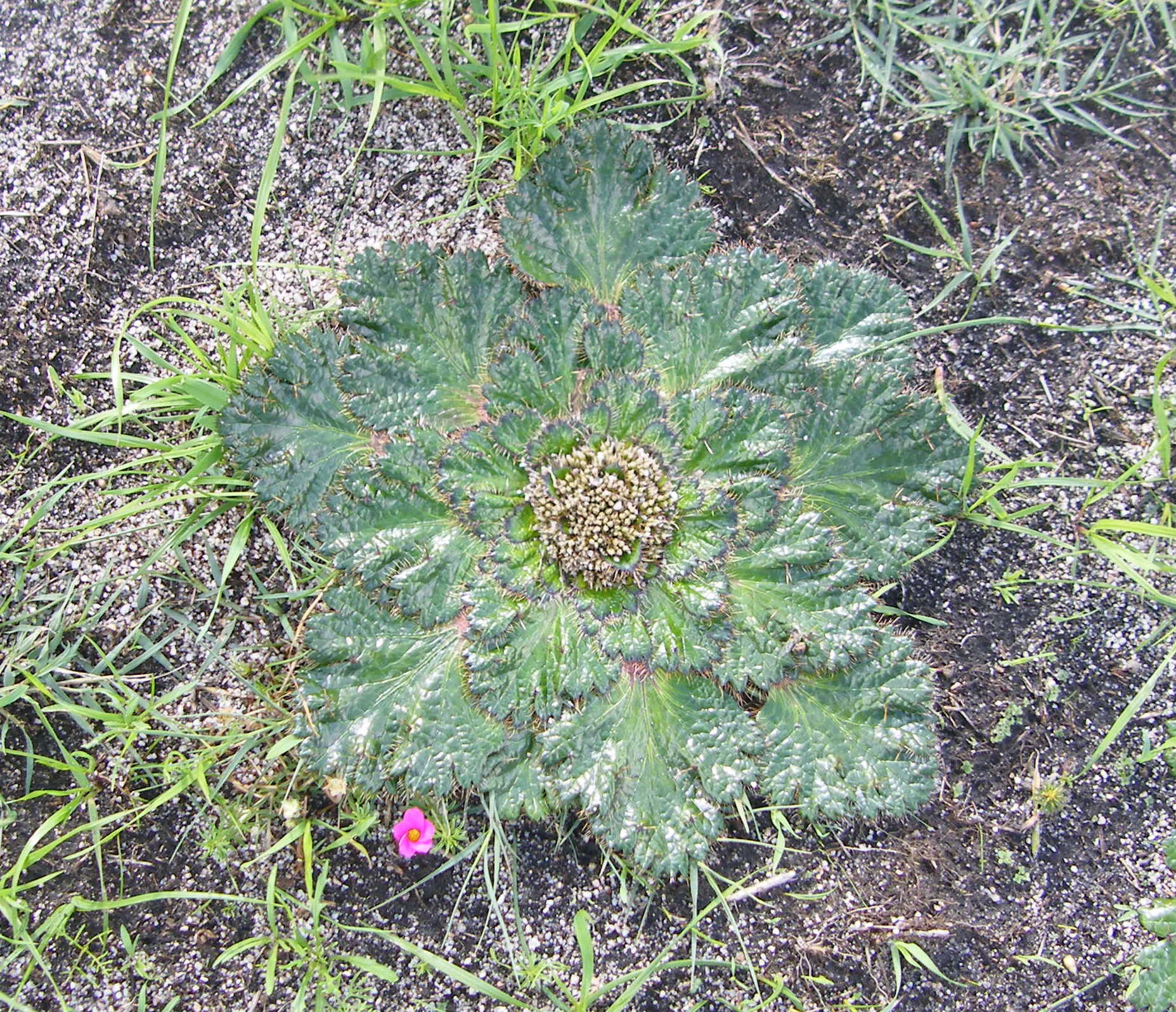
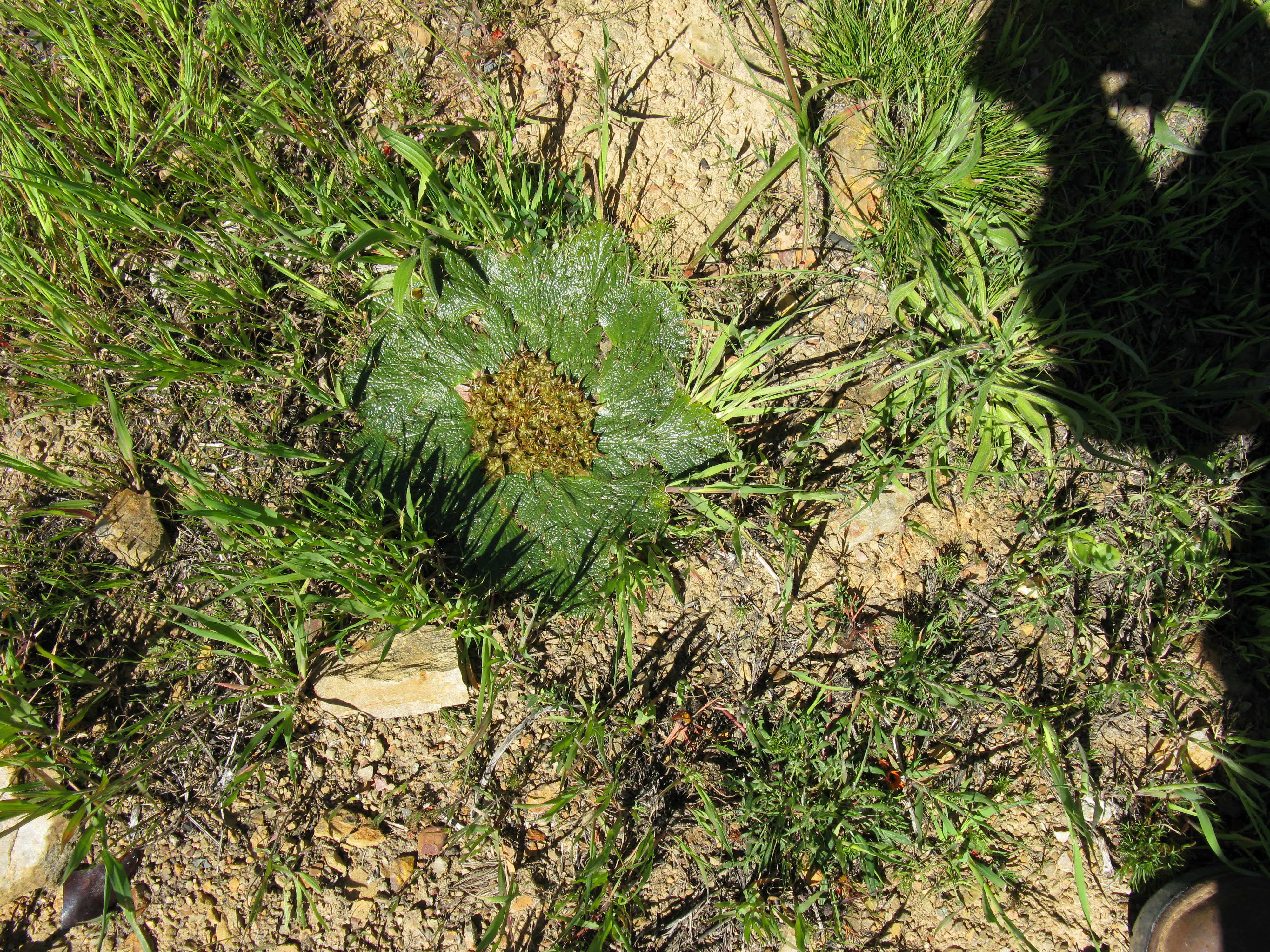

## Các loài
- Arctopus dregei
- Arctopus echinatus
- Arctopus monacanthus